# Debagoiena
Debagoiena ou  Deba Garaia officiellement en basque ou Alto Deva en espagnol est une comarque dans la province du Guipuscoa, dans la communauté autonome du Pays basque en Espagne.

## Communes
Antzuola, Arrasate, Aretxabaleta, Oñati, Eskoriatza, Leintz-Gatzaga, Bergara et Elgeta.
| # | Municipalité   | Maire                                | Parti politique          | Population (2008) | % Population | Territoire en km² |
| - | -------------- | ------------------------------------ | ------------------------ | ----------------- | ------------ | ----------------- |
| 1 | Antzuola       | Pedro Mª Iturbe Glez.de Audicana     | ANV                      | 2 145             | 3,5          | 27,72             |
| 2 | Aretxabaleta   | Joseba Inaxio Garro Garcia Iturrospe | Aralar                   | 6 646             | 10,8         | 28,97             |
| 3 | Elgeta         | Oxel Erostarbe Tubilla               | Aralar                   | 1 050             | 1,7          | 16,83             |
| 4 | Eskoriatza     | Pedro María Lasagabaster Armendáriz  | ANV                      | 4 071             | 6,6          | 40,43             |
| 5 | Arrasate       | MªInocencia Galparsoro Marcaide      | ANV                      | 21 974            | 35,6         | 30,80             |
| 6 | Ognate         | Lourdes Idoiaga Urkia                | PNV                      | 10 816            | 17,5         | 107,31            |
| 7 | Leintz-Gatzaga | Eusebio Villar Azcarate              | Agrup.Electores (Indep.) | 263               | 0,4          | 14,7              |
| 8 | Bergara        | Agurne Barruso Lazkano               | ANV                      | 14 764            | 23,9         | 75,97             |
|   | Debagoiena     |                                      |                          | 61 729            | 100          | 342,73            |

## Économie
C'est une comarque fortement industrialisée. Ici se trouve le siège central du mouvement coopérateur basque. On trouve également le siège central de Mondragón Corporación Cooperativa, de la Caja Laboral Popular, de l'Universidad de Mondragón, ainsi que de nombreuses entreprises avec le groupe avec Fagor en tête.